# 셋톱박스

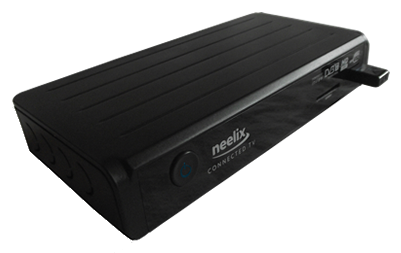
셋톱박스

셋톱박스(영어: set-top box 또는 set-top unit, STB 또는 STU)는 텔레비전에 연결되어, 외부에서 들어오는 신호를 받아 적절히 변환하여 텔레비전으로 그 내용을 표시해 주는 장치를 말한다. 셋톱박스는 반드시 동조기(튜너)를 내장하고 있지 않아도 된다.

## 정보 수신
외부 신호를 주는 장치로는 UTP 케이블을 이용한 , 위성파 수신 또는 지상파 수신 안테나, 동축 케이블, FTTH(광섬유 캐이블), 아날로그 VHF 혹은 UHF 안테나 등이 있다. 이를 통해 받을 수 있는 내용물로는 영상, 음성, 인터넷 웹 페이지,  등이 될 수 있다.

## 유럽의 셋톱박스
유럽에서 텔레비전이나 VCR에 연결되는 셋톱박스들은 SCART 접속기를 이용하여 텔레비전이나 VCR로부터 받은 기본 신호를 받아서, 이를 적절하게 처리한 다음, 다시 텔레비전으로 표시하도록 하는 기능을 포함한다. 이러한 기능은 유럽의 아날로그 유료 텔레비전(pay TV)에서 사용되며 이전에는 문자 다중 방송(teletext)의 내용을 표시하기 위해 사용되었다. 셋톱 박스의 출력 신호는 SCART의 "fast switching" 기능을 이용하여 입력된 신호와 동일한 형태가 되거나, RGB 컴포넌트 비디오 신호이거나, 아니면 원래 신호에 특정 내용을 첨가한 형식이 되기도 한다. 유료 텔레비전의 경우, 이것은 또다른 리모컨을 사용하지 않아도 되는 이점이 된다.

## 같이 보기
- 디지털 미디어 플레이어
- 마이크로콘솔
- OTT 서비스